# Hieronymos II.

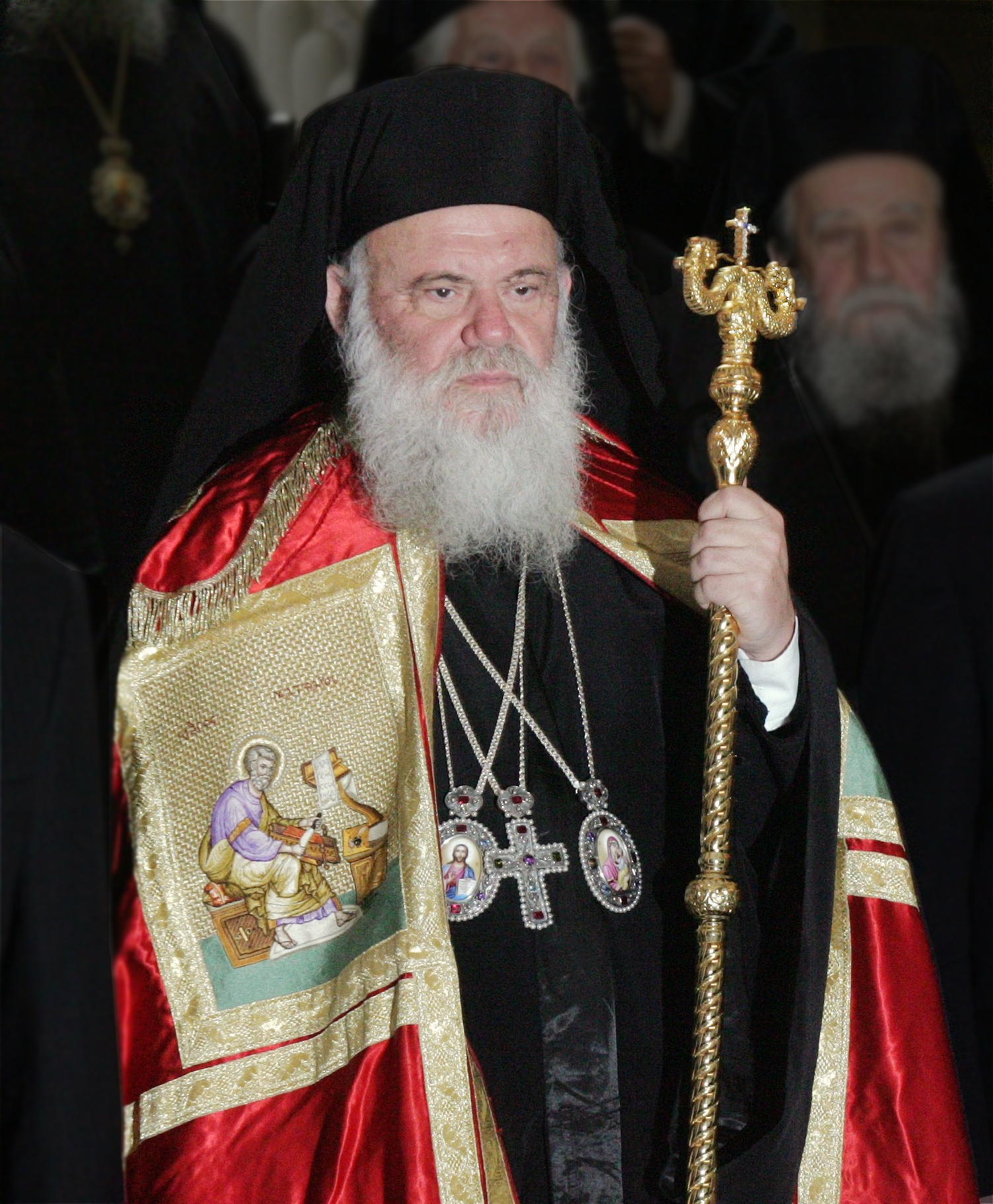
Hieronymos II.

Hieronymos II. oder auch Ieronymos II. (griechisch Ιερώνυμος Β´; bürgerlicher Name: Ioánnis Liápis Ιωάννης Λιάπης; * 30. März 1938 in Inofita, Böotien) ist ein griechisch-orthodoxer Geistlicher. Seit 2008 ist er Erzbischof von Athen und Oberhaupt der autokephalen orthodoxen Kirche von Griechenland.

## Leben
Hieronymos II. – mit bürgerlichem Namen Ioánnis Liápis – wurde 1938 in der mittelgriechischen Region Böotien geboren und stammt aus einer arvanitischen Familie. Zunächst absolvierte Liápis das Orthodoxe Theologiestudium. Die Weihe zum Diakon erfolgte 1967, ebenfalls 1967 die Weihe zum Priester. Am 4. Oktober 1981 wurde Ioánnis Liápis zum orthodoxen Bischof ordiniert. Er fungierte zudem auch als Chefsekretär der Heiligen Synode von Griechenland. Die Erwählung zum Erzbischof von Athen erfolgte am 7. Februar 2008. Die feierliche Konsekration zum Erzbischof von Athen fand am 16. Februar 2008 statt.